# コリンズ英語辞典
『コリンズ英語辞典』（コリンズえいごじてん、英語: Collins English Dictionary）は『コリンズ英英辞典』とも呼ばれ、イギリスでハーパーコリンズが発行している英語辞典である。スコットランドのグラスゴーで出版されている。

## 歴史
この辞典は1979年に初版が出版されて、イギリスで初めてコンピューターを大々的に使ってデータベースと組版がなされた辞書である。第3版からは、コリンズ社が資金を出し、バーミンガム大学が集めた「コウビルド」（COBUILD＝Collins Birmingham University International Language Database）と呼ばれる英文データベースのサブセットである「英語バンク」（Bank of English）を利用している。従って、各単語の用例を全文章と共に示すことができるようになった。
その後は3～4年ごとに版を重ね、最近では2011年に第11版、2014年に第12版が出版されている。2010年には30周年記念版（第10版）も出版されている。
『コウビルド英英辞典』アプリなども出ている。 また、日本では『Collins コウビルド米語版英英和辞典 (活用ハンドブック付き)』（センゲージ・ラーニング、2008年）なども出版されている。
なお、コリンズ社はこの英語辞典だけでなく、英語シソーラス、米国英語シソーラス、英語↔フランス語、↔ドイツ語、↔スペイン語、↔イタリア語、↔ポルトガル語、↔中国語、↔ヒンディー語の辞書も出版している。
2020年現在は桐原書店が販売を代行している。ただし、英英大辞典のみで、シソーラスほかは出していない。